# Radelj
Radelj je nenaseljeni otočić sjeverno od Murtera na otoku Murteru.
Njegova površina iznosi 0,54 km². Dužina obalne crte iznosi 3,42 km.